# Charles de Lalande

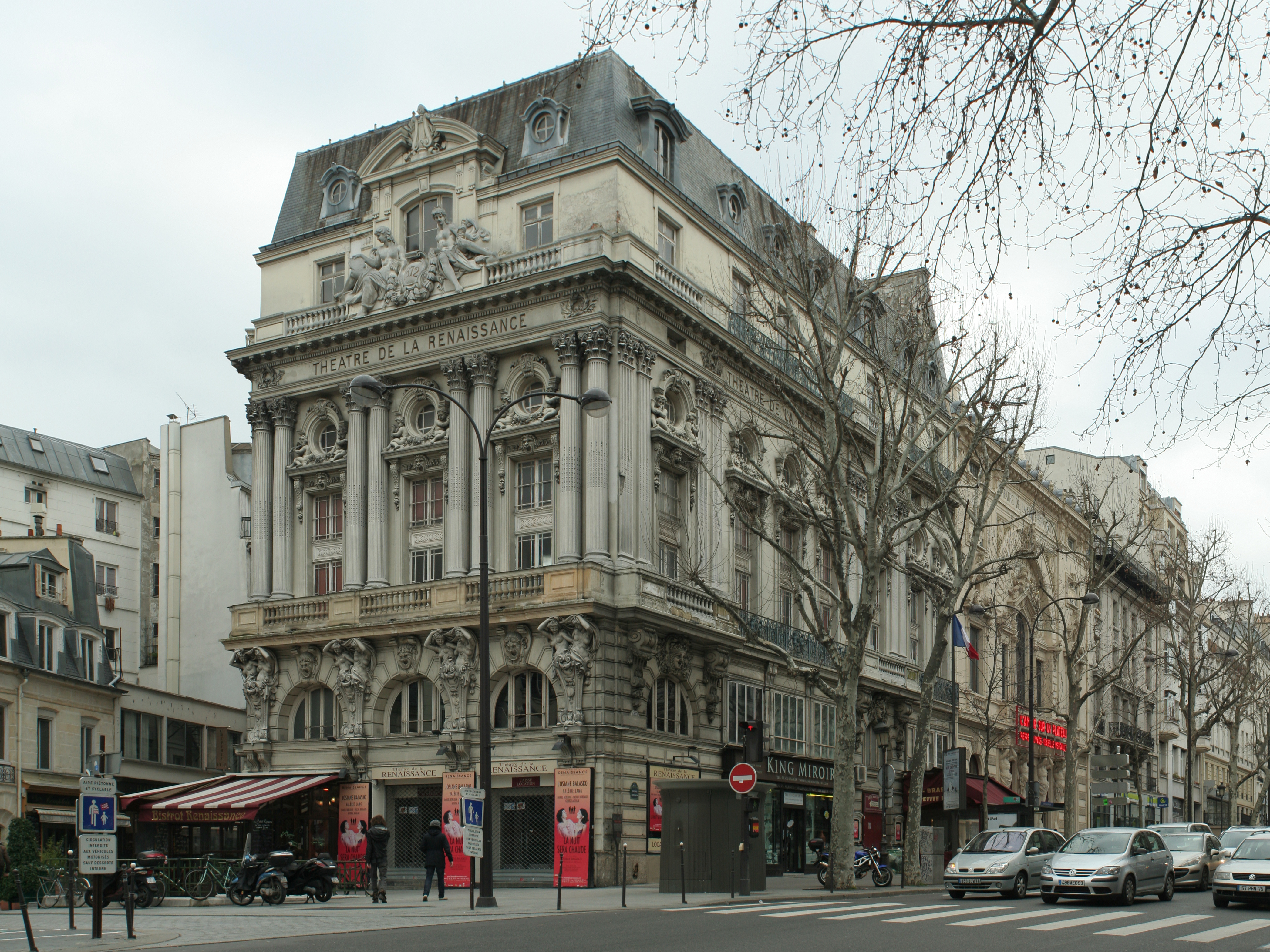
Ansicht des Théâtre de la Renaissance

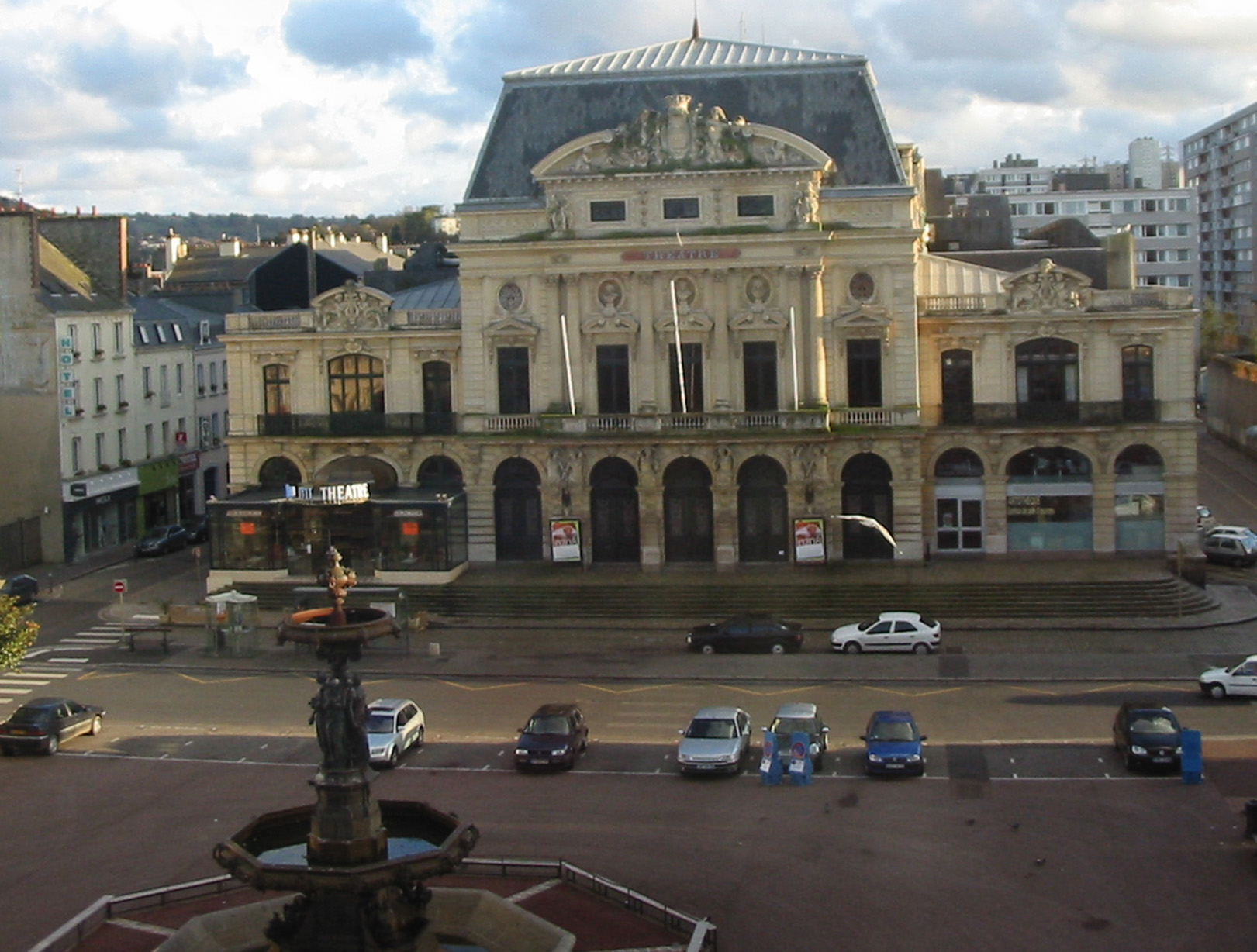
Das Théâtre Trident in Cherbourg

Charles de Lalande (* 1833; † 29. September 1887 in Champigny) war ein französischer Architekt. 
Lalande war der Enkel des Astronomen Jérôme Lalande. Seine Ausbildung zum Architekten erhielt er bei Charles Garnier.
Über sein architektonisches Schaffen hinaus ist über Lalande nichts bekannt. Seine bedeutendsten Gebäude waren Theaterbauten, wobei das Théâtre de la Renaissance, dessen Besitzer er war, und das Le Trident genannte Theater in Cherbourg die herausragenden darstellen. Außerdem zeichnete er für die Konstruktion des Théâtre des Nouveautés verantwortlich. Der Wiederaufbau des heutigen Théâtre du Gymnase geht ebenfalls auf Lalandes Planung zurück. Weiterhin ist ein Hotelgebäude in Wien nachweisbar.
1882 wurde Lalande zum Ritter der Ehrenlegion ernannt. Er starb nach langer Krankheit, der Schwindsucht, auf seinem Anwesen in Champigny.

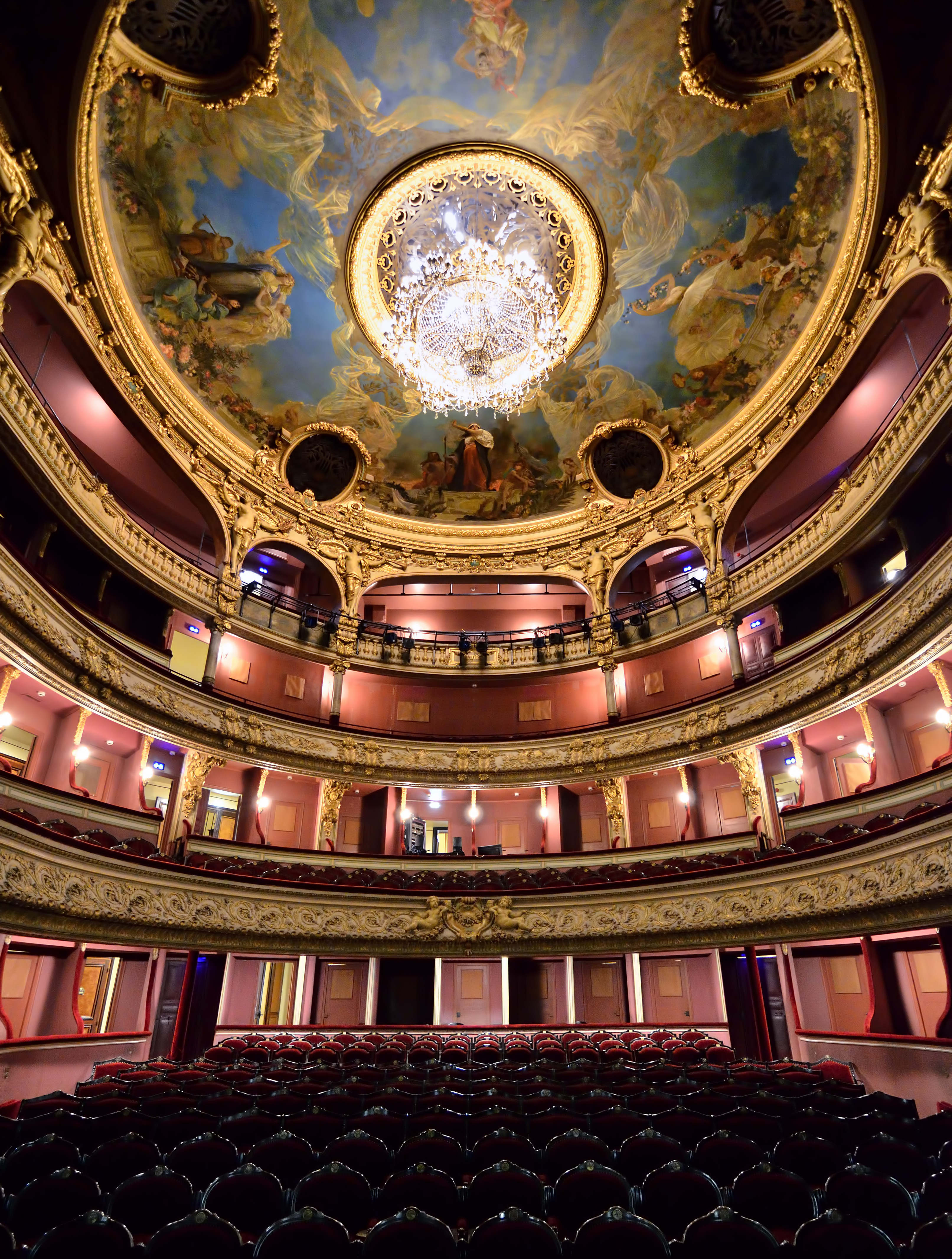
Innenraum des Cherbouger Theaters
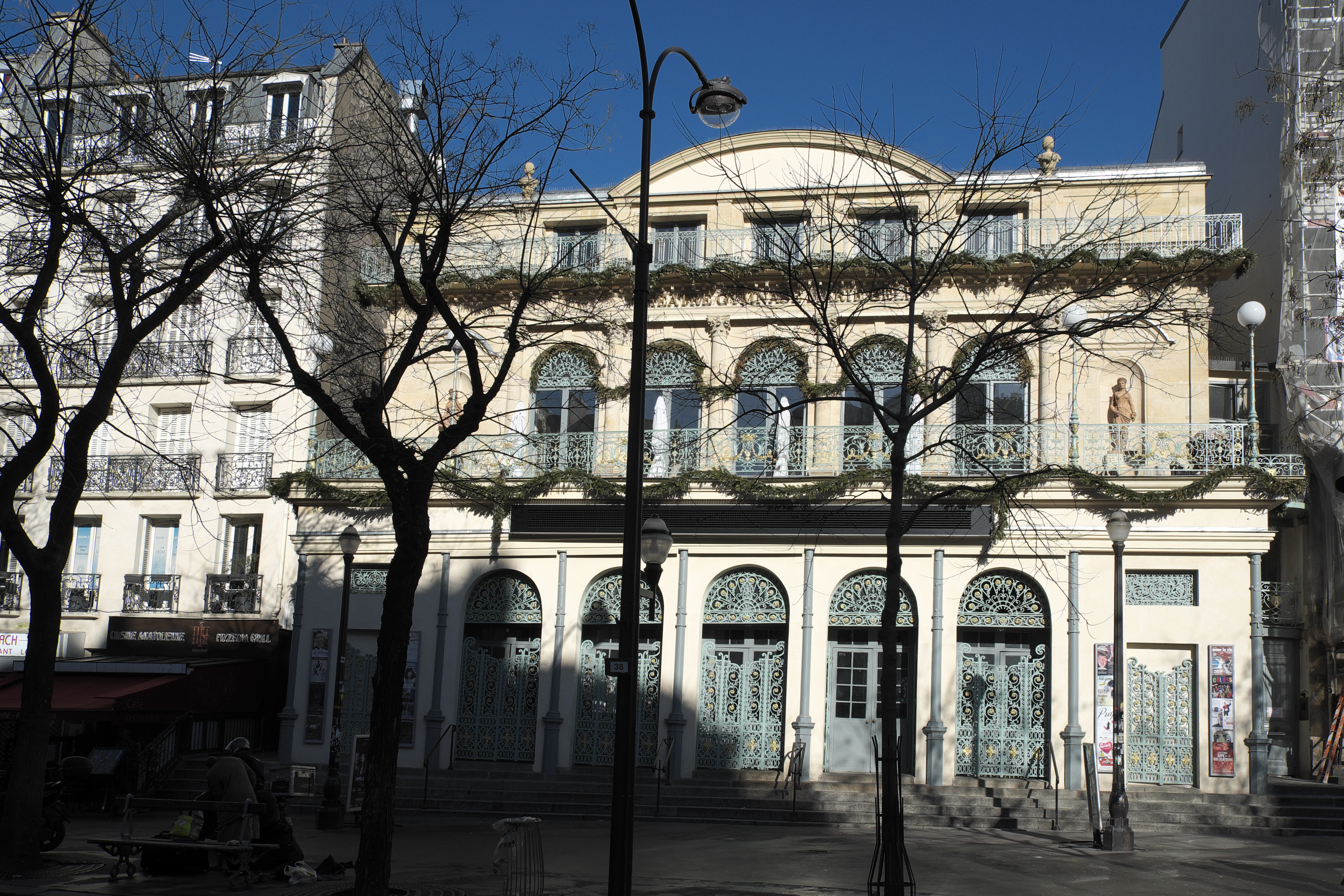
Théâtre du Gymnase in Paris